# Haraldskirken
Haraldskirken er en kirke, der ligger i Gladsaxe, omkring 7 kilometer NV for Københavns centrum.
Kirken blev opført i 1967, tegnet af arkitektfirmaet Hoff & Windinge, og opkaldt efter Harald Blåtand, da det var ca. 1000 år efter at Jellingstenen var blevet rejst.

## Historie
Kirken blev opført i forbindelse med den nye bydel Høje Gladsaxe, der blev bygget af det samme arkitektfirma i begyndelsen af 1960´erne.
En særlov, der blev kaldt "Lex Gladsaxe" betød, at kirkebygningen og den vedhørende bebyggelse blev finansieret gennem kirkeministeriet fremfor ved lokale indsamlinger. Der er blevet spekuleret om hvorvidt det skyldtes den daværende borgmester i Gladsaxe Kommune Erhard Jakobsens forbindelse til partifællen Bodil Koch, der dengang var kirkeminister. Præcedensen betød en stor forandring for finansieringen af kirkebygninger i almindelighed.

## Kirkebygningen
Kirken har mure af lys kalksten lige som det store Høje Gladsaxe boligkompleks, der udgør hele sognet. En pergola går fra kirken til Grønnemose Skole, og er med til at omslutte torvet. Midt i denne pergola står det store åbne klokketårn, der har tre klokker.
Kirkebygningen hæver sig fra det ret lave indgangsparti mod altervæggen, hvor der i den højre side står et orgel og en prædikestol. På altervæggen er der en symbolsk udsmykning, udført af Henrik Starcke.